# All the Wrong Questions
All the Wrong Questions(bra: Só Perguntas Erradas) é uma série de livros infantis de quatro partes e prequela de Desventuras em Série, de Lemony Snicket (o pseudônimo do autor americano Daniel Handler ). A série explora o aprendizado de infância de Snicket na sociedade secreta C.S.C. e expande o universo fictício introduzido no livro Mau Começo, o primeiro de treze volumes da série Desventuras em Série.
Handler assinou com a Egmont Publishing (Reino Unido) em agosto de 2009 e com a Little, Brown and Company (EUA) em novembro de 2009 para começar a trabalhar na série. Embora o autor tenha trocado sua antiga editora, HarperCollins, pela Little, Brown and Company, ele continuou a trabalhar com sua editora de longa data, Susan Rich. No Brasil, como os outros livros de Snicket, foi publicado pela Companhia das Letras,  mais precisamente com o selo Seguinte.
O primeiro livro, Quem poderia ser a uma hora dessas?, foi lançado em 23 de outubro de 2012. O segundo livro, Quando Você a Viu Pela Última Vez?, foi lançado em 15 de outubro de 2013. O terceiro livro, Você não deveria estar na escola?, foi lançado em 30 de setembro de 2014. O quarto e último livro, Por Que Esta Noite é Diferente Das Outras?, foi lançado em 29 de setembro de 2015. Um livro complementar, Arquivo Sobre: 13 Incidentes Suspeitos, foi lançado em 1º de abril de 2014.

## Premissa
A série de quatro livros gira em torno de Lemony Snicket, de treze anos, que se mudou para Manchado-pelo-o-Mar. A cidade de Manchado-pelo-o-Mar foi abandonada após o fechamento da Tintas S.A. (uma grande fábrica de tinta) e o mar da cidade ter sido drenado. Snicket relembra quatro aventuras que teve em Manchado-pelo-o-Mar cada uma delas girando em torno de uma pergunta que ele fez incorretamente. Enquanto Lemony e sua acompanhante, S. Theodora Markson, investigam crimes, Snicket faz amigos e inimigos, incluindo Tirofurado.
A série acompanha a história da irmã de Lemony, Kit, enquanto ela completa uma missão semelhante para C.S.C. A missão principal de Lemony é proteger uma estátua chamada Fera Ressonante de várias pessoas que a desejam, incluindo Tirofurado.

## Personagens
- Lemony Snicket: o narrador e protagonista; um aprendiz de C.S.C. de treze anos que vive em Manchado-pelo-o-Mar.
- S. Theodora Markson: acompanhante de Snicket na cidade; uma membro incompetente de C.S.C. Conhecida por seu cabelo rebelde.
- Moxie Mallahan: uma jovem aspirante a jornalista que vive em Manchado-pelo-o-Mar depois que sua mãe a abandonou.
- Ellington Feint: uma garota misteriosa de olhos verdes e apaixonada por café. Ela quer a Fera Ressonante para poder trocá-la com Tirofurado em troca de seu pai, Armstrong.
- Dashiell Qwerty: um "sub-sub-bibliotecário" em Manchado-pelo-o-Mar. Ele é conhecido por seu cabelo rebelde e jaqueta de couro.
- Juca e Chico Bellerofonte: duas crianças que estão temporariamente dirigindo um táxi enquanto seu pai está doente.
- Jake Hix: um chef do Faminto's, trabalhando para sua tia e namorado de Cleo Knight.
- Cleo Knight: uma química que trabalha na criação de tinta invisível e namorada de Jake Hix.
- Tirofurado: o principal antagonista; um vilão misterioso em Manchado-pelo-o-Mar, que está cometendo vários crimes para tentar obter a Fera Ressonante. Seus planos envolvem sequestrar crianças e pequenos animais aquáticos. Ele fundou um grupo chamado Sociedade Desumana e tem a habilidade de imitar vozes.
- Stew Mitchum: filho de Harvey e Mimi, Stew é cruel com Snicket, embora sempre consiga esconder esse fato de seus pais. Ele também idolatra Tirofurado e a Sociedade Desumana.
- Harvey e Mimi Mitchum: policiais da cidade, famosos por discutirem constantemente. Eles são os pais atenciosos de Stew.
- Próspero Perdido: dono do hotel Braços Perdidos em Manchado-pelo-o-Mar, onde Snicket e Theodora ficam hospedados. Próspero é descrito como curioso.
- Kellar Haines: filho de Sharon e amigo de Lemony, e um digitador muito rápido. Seu objetivo é resgatar sua irmã, Lizzie, de Tirofurado.
- Sharon Haines: mãe de Kellar e Lizzie e associada de Tirofurado. Ela se passa por uma funcionária do Departamento de Educação para salvar sua filha Lizzie de Tirofurado.
- Dama Sally Murphy: uma associada de Tirofurado e uma lenda teatral em Manchado-pelo-o-mar.
- Ornette Perdido: a jovem filha de Prósper que tem habilidades excepcionais em origami e combate a incêndios.
- Doutor Flammarion e Enfermeira Martíria: associados de Tirofurado, funcionários da Clínica Colofão e boticários da família Knight.
- Kit Snicket: irmã de Lemony, que também é uma membro dedicado de C.S.C. Sua missão é invadir um museu. Ela é presa junto com Ellington por seus crimes.
- Lizzie Haines: filha de Sharon, irmã de Kellar.
- Gifford: Um membro de C.S.C
- Ghede: Uma membro de C.S.C
- Walleye, Bolsi e Eratóstenes: os bibliotecários que Lemony conheceu no trem.
- Polly Incompleta: Dona de uma mercearia em Manchado-pelo-o-Mar.
- Zada e Zora: empregadas gêmeas no livro 2.

## Fundo
Em agosto de 2009, foi anunciado que a Egmont Publishing havia comprado os direitos de uma nova série da Snicket. Em novembro de 2009, a Little, Brown and Company comprou os direitos norte-americanos da série. A série terá alguma sobreposição com sua série anterior, Desventuras em Série, mas não envolverá alguns de seus protagonistas, os órfãos Baudelaire . Daniel Handler, o autor por trás do pseudônimo de Snicket, esclareceu que a série "é basicamente uma história inteiramente nova. Mas se você for um leitor atento da série, verá alguma sobreposição. Haverá algo para as pessoas que estão famintas por esse tipo de coisa." Ele reiterou: "Tem alguma sobreposição com a série, mas não é uma continuação."

Questionado sobre seu progresso com a série em janeiro de 2010, Handler afirmou que estava "no ponto em que é um brilho nos olhos de outra pessoa". Ele disse ao The Scotsman que a série estava "ainda meio estupida" e que ele a escreveria em 2010. The Times informou que ele está brincando com um enredo e um título. A única dica sobre o enredo da história fornecida por Handler foi que a série "abordará esse ponto de interrogação de um ângulo diferente". Em outubro de 2010, Snicket elaborou:
Estou fazendo uma pesquisa para uma nova série para crianças mais velhas que trata de mais experiências da minha própria vida; ela se passa em uma época anterior ao nascimento das crianças Baudelaire.

## Anúncios
Em 8 de fevereiro de 2012, o nome da série foi revelado, Só Perguntas Erradas, junto com o título do primeiro livro,  Quem poderia ser a uma hora dessas?. A série segue a infância de Lemony Snicket em "uma organização que ninguém conhece". O primeiro livro teve uma tiragem inicial de um milhão de cópias e foi lançado em 23 de outubro de 2012. O título do primeiro livro já havia sido sugerido em uma mensagem ao fansite Avenida Sombria 667, onde aparentemente foi designado como "A Primeira Pergunta". O segundo livro é intitulado "Quando você a viu pela última vez?"
O Capítulo Um de Quem poderia ser a uma hora dessas? foi publicado no website da Entertainment Weekly em 1º de junho, e, três dias depois, no Guardian.co.ru, incluindo a ilustração do primeiro capítulo. Posteriormente, mais ilustrações de capítulos e o segundo capítulo foram disponibilizados ao fansite Avenida Sombria 667 como agradecimento pelo presente de aniversário para Daniel Handler. Os dois primeiros capítulos também foram disponibilizados em pastas promocionais distribuídas na BookExpo America . Os dois capítulos também foram disponibilizados posteriormente no site oficial da série, lemonysnicketlibrary . Os capítulos três e quatro foram lançados posteriormente, com os dois primeiros como um e-book via Amazon.com e Google Play .